# Matrikula
Matrikula, a Magyar Családtörténet-kutató Egyesület (MACSE) negyedévente megjelenő elektronikus családtörténeti folyóirata.

## Története
A 2011 januárjában megalakult Magyar Családtörténet-kutató Egyesülete kezdetektől fontos feladatának tekintette egy genealógiai szakmai folyóirat létrehozását. Így 2011 őszén megszületett a Matrikula.

## Jellege
Az első szám beköszöntője szerint:

„A kiadvány egyelőre egyedülálló. ... Nem létezik Magyarországon más, a történelem segédtudományaival foglalkozó ingyenes, elektronikus periodika. ... A folyóiratot a legszélesebb olvasóközönségnek szánjuk. Olyan ismertetéseket, beszámolókat, esettanulmányokat szeretnénk közzétenni, amelyek egyaránt hasznosan segíthetik mind a kezdő, mind a családkutatásban már jártas olvasók tájékozottságát. ... Szerzőként számítunk mindazokra, akik szeretnék kutatói tapasztalataikat, ismereteiket megosztani a széles nyilvánossággal. Számítunk az osztrák, szlovák, erdélyi rokonegyesületek tagjainak írásaira is.”

## Megjelenése
Évente négyszer jelenik meg elektronikus formában.

## Szerkesztők
- Felelős kiadó: Ari Ilona
- Főszerkesztő: Jóna Sándor (dizájn, tördelés)
- Munkatársak: Herczeg Sándor Lajos, Mezőhegyi Gergő, Saly Noémi, Szakály József, Tóth Gyula
- Szerkesztőség: matrikula@macse.hu

## Állományadatok
2011 — I. évfolyam 1. szám, 2. szám
2012 — II. évfolyam 1. szám, 2. szám, 3. szám, 4. szám
2013 — III. évfolyam 1. szám, 2. szám, 3. szám, 4. szám
2014 — IV. évfolyam 1. szám, 2. szám, 3. szám, 4. szám
2015 — V. évfolyam 1. szám, 2. szám, 3. szám, 4. szám
2016 — VI. évfolyam 1. szám, 2. szám, 3. szám, 4. szám
2017 — VII. évfolyam 1. szám, 2. szám, 3. szám, 4. szám
2018 — VIII. évfolyam 1. szám, 2-4. szám
2019 — IX. évfolyam 1-2. szám
2020 — X. évfolyam 1. szám, 2. szám, 3. szám, 4. szám
2021 — XI. évfolyam 1. szám
2022 — XII. évfolyam 1. szám, 2. szám, 3. szám

## Külső hivatkozások
- Matrikula a MACSE honlapján.